# Дурнева (остров)
Дурнева — остров в Каспийском море. Административно относится Мангистауской области (Казахстан).
Остров находится к западу от залива Мёртвый Култук в северо-восточной части Каспийского моря.